# Џејмстаун (Колорадо)
Џејмстаун (енгл. Jamestown) град је у америчкој савезној држави Колорадо.

## Демографија
По попису из 2010. године број становника је 274, што је 69 (33,7%) становника више него 2000. године.
| Група             | 2000.       | 2010.       |
| Белци             | 199 (97,1%) | 260 (94,9%) |
| Афроамериканци    | 0 (0,0%)    | 0 (0,0%)    |
| Азијати           | 2 (1,0%)    | 5 (1,8%)    |
| Хиспаноамериканци | 1 (0,5%)    | 3 (1,1%)    |
| Укупно            | 205         | 274         |